# Claus Offe
Claus Offe, född 16 mars 1940 i Berlin, är en framstående och välkänd tysk vänsterorienterad sociolog och statsvetare. Offe tillhör tillsammans med bland andra Jürgen Habermas, som han tidigare studerade för, den så kallade Frankfurtskolan. 1995-2005 innehade han en tjänst som professor i statsvetenskap vid Humboldt-Universität zu Berlin. Sedan 2006 undervisar han på the Hertie School of Governance, ett privat universitet i Berlin. Offe har genom sin forskning bland annat ökat förståelsen av relationen mellan demokrati och kapitalism. Hans senare arbeten har varit fokuserade på stater som håller på att omvandlas till demokratier. Offe är också känd förespråkare för medborgarlön och har under många år aktivt deltagit i BIEN, Basic Income Earth Network. Claus Offe är sedan 2001 gift med Ulrike Poppe. 

## Forskningsområden
- Politisk sociologi
- Socialpolitik

## Utvalda publikationer
2005 — ”Reflections on America: Tocqueville, Weber and Adorno in the United States”, Cambridge: University Press, ISBN 0-7456-3505-9. 
1998 — ”Institutional Design in Post-Communist Societies. Rebuilding the Ship at Sea.” (with Jon Elster and Ulrich K. Preuss), Cambridge: University Press, ISBN 0-521-47386-1
1996 — ”The Varieties of Transition: the East European and East German experience” (with Jeremy Gaines), Cambridge: Polity Press, ISBN 0-7456-1608-9. 
1996 — ”Modernity and The State: East and West.” (with Charles Turner and Jeremy Gaines), Cambridge: Polity Press, ISBN 0-7456-1674-7.